# Lynn Gunn
Lyndsey Gerd Gunnulfsen (Boston, 15 de março de 1994), mais conhecida conhecida por seu nome artístico Lynn Gunn, é uma cantora, compositora e multi-instrumentista norte-americana. Ela é mais conhecida por integrar a banda PVRIS, embora também tenha feito várias colaborações com artistas como Tonight Alive e A Loss For Words.

## PVRIS

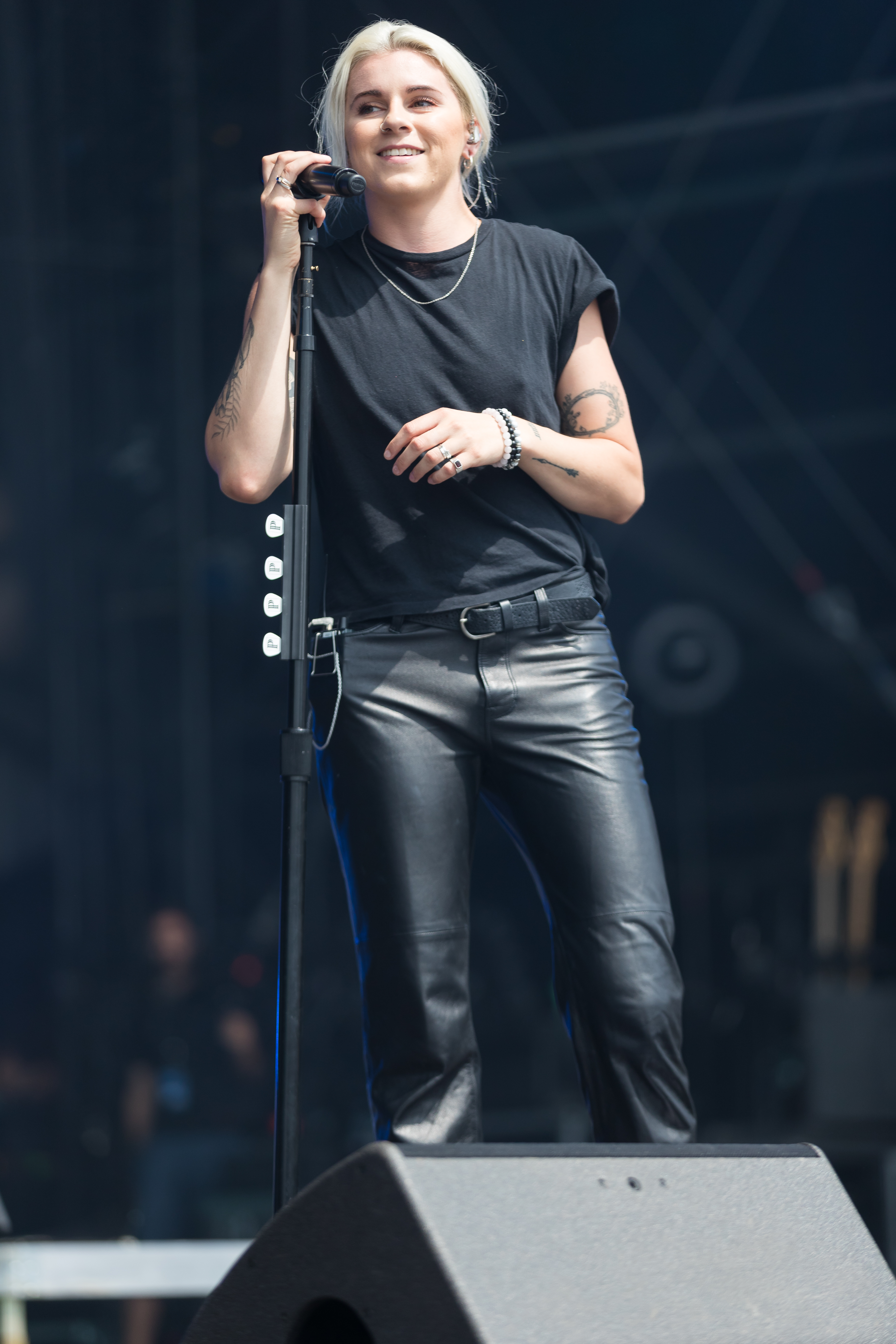
PVRIS, Rock am Ring, 2018.

Lynn Gunn é uma dos integrantes fundadores da banda eletrônica de rock alternativo PVRIS (pronuncia-se "Paris") em 2012, que na época era denominada "Operation Guillotine." No ano seguinte, ela foi substituída por Kyle Anthony como vocalista e guitarrista. Por razões legais, o nome da banda foi oficialmente alterado para PVRIS em 26 de julho de 2013.
Em 2018, Gunn comentou sobre questões vocais com as quais vinha lutando durante suas turnês recentes e afirmou que estava passando por treinamento vocal para reaprender a cantar. Ela já havia reconhecido dificuldades com "dobras vocais" e se desculpou se não tivesse "parecido com si mesma" durante seus concertos. Em uma entrevista para a Kerrang! em 2019, Gunn afirmou que havia visitado vários médicos otorrinolaringologistas, que não descobriram nada fisicamente errado com ela, e sentiu que estava lidando com bloqueios psicológicos que a impediam de cantar.

## Outras obras e colaborações
Gunn colaborou com demais bandas e músicos, atuando como cantora e compositora. Em 2013, colabora no single "Distance" da banda A Loss for Words. Três anos depois, ela co-escreveu duas faixas do álbum da banda Hands Like Houses, Dissonants. Em 2017, ela atuou na canção "Lose Myself" no EP The Throes of Winter de Seven Lions, e no álbum de Circa Waves, Different Creatures.
Em 2016, havia rumores de que Gunn iria colaborar em novas músicas com sua amiga Jenna McDougall, vocalista da banda australiana Tonight Alive. Ela foi destaque no single "Disappear", presente no álbum de 2018 da banda, Underworld.
Ela substituiu brevemente Katie Henderson como guitarrista da banda The Aces na parceria com 5 Seconds of Summer durante a turnê Meet You There Tour. Em 2019, colaborou no single "Did We Change" de From Indian Lakes.

## Vida pessoal
Lyndsey Gunnulfsen cresceu em Lowell, Massachusetts. Ela falou sobre seu fascínio ao longo da vida com cemitérios, morte e ocultismo, afirmando que essa foi a inspiração por trás de muitos dos temas paranormais e macabros em sua composição. Espiritualmente, ela disse que está "em astrologia, caminhos de vida e coisas energéticas estranhas". Gunn afirmou que lutou contra a depressão e que essa foi uma grande inspiração para a maioria de suas composições. Ela também citou bandas como Paramore, Radiohead, Florence and the Machine e The Weeknd como influências musicais.

### Imagem pública e ativismo LGBT
Gunn é uma das mulheres mais visíveis do rock e uma voz LGBT proeminente no cenário da música alternativa. Em uma entrevista para a Rolling Stone, ela revelou que se declarou homossexual para os pais aos 18 anos, deixando uma carta debaixo do travesseiro de sua mãe antes de sair em turnê. "Antes de mais nada, quero ser conhecida como artista e criativa antes de qualquer coisa", ela explicou em uma entrevista com a Playboy. "Eu acho que minha sexualidade é a última coisa a se destacar nessa lista". Gunn explicou sua decisão de expressar sua sexualidade em uma entrevista ao Newsbeat em 2015: "Eu nunca tive alguém para admirar e dizer 'ah, essa pessoa está bem e é gay". Se posso ser assim para alguém, é por isso que sou franca quanto a isso."
Em 2017, Guun foi um dos vários artistas convidados por GLAAD e Billboard para contar sobre sua história no The Coming Out Day. Gunn citou o apoio de sua família e incentivou outras pessoas a buscar o apoio ao seu redor.